# Henry Goulburn
Henry Goulburn (19. března 1784, Londýn, Anglie – 12. ledna 1856, Betchworth House, Surrey, Anglie) byl britský státník. Přes čtyřicet let byl poslancem Dolní sněmovny, patřil k blízkým přátelům a spolupracovníkům Roberta Peela. Během své dlouholeté politické kariéry zastával funkce v několika vládách, byl ministrem pro Irsko (1821–1827), ministrem vnitra (1834–1835) a dvakrát ministrem financí (1828–1830, 1841–1846).

## Životopis
Pocházel z obchodnické rodiny, narodil se jako nejstarší syn Munbee Goulburna (1756–1790), po matce Susannah byl potomkem šlechtické rodiny Chetwyndů. Otec vlastnil pozemky na Jamajce, statky v Gloucestershire a také dům v Londýně. Henry studoval soukromě, poté absolvoval univerzitu v Cambridge. Po dosažení plnoletosti převzal otcovské dědictví, které bylo zatíženo značnými dluhy, i když výnosy z cukrových plantáží na Jamajce činily několik tisíc liber ročně. V letech 1808–1856 byl poslancem Dolní sněmovny za stranu toryů, od roku 1831 zastupoval v parlamentu prestižní volební obvod cambridgeské univerzity. Kariéru ve státních úřadech zahájil jako státní podsekretář vnitra (1810–1812), poté byl dlouholetým státním podsekretářem války a kolonií (1812–1821), mezitím byl v roce 1814 jedním z delegátů při uzavření mírové smlouvy v USA po skončení britsko-americké války.
V Liverpoolově vládě zastával funkci státního sekretáře pro Irsko (1821–1827), od roku 1821 byl též členem irské Tajné rady. Ve Wellingtonově vládě byl ministrem financí (1828–1830), podařilo se mu snížit státní dluh a jeho úřadování přineslo také zásadní změnu v obchodu s pivem. V letech 1834–1835 byl krátce ministrem vnitra a v druhé Peelově vládě byl znovu ministrem financí (1841–1846). I když část jeho kompetencí na sebe přebíral premiér Peel, Goulburn se opět podílel na snižování státního dluhu. Ve spolupráci s Peelem prosadil zrušení obilních zákonů. Po rezignaci vlády zůstal do smrti poslancem, mimo jiné byl členem Královské společnosti a v roce 1834 obdržel čestný doktorát v Oxfordu.

## Rodina
Jeho manželkou byla od roku 1811 Jane Montagu z rodu baronů z Rokeby. Jejich jediný předčasně zemřelý syn Henry Goulburn (1813–1843) byl absolventem univerzity v Cambridge a právníkem.
V roce 1816 koupil panství Betchworth House (Surrey) , které jeho rodině patřilo do roku 1980.
Z doby jeho působení na ministerstvu kolonií pochází pojmenování města Goulburn v Novém Jižním Walesu.
Henryho mladší bratr Edward Goulburn (1787–1868) byl právníkem, působil v několika městech jako soudce a uplatnil se jako spisovatel. Další bratr Frederick Goulburn (1788–1837) sloužil v armádě a jako koloniální úředník působil v Austrálii.